# Свенцянский район
Свенцянский район (бел. Свянцянскі раён) — административно-территориальная единица в Белорусской ССР в январе — ноябре 1940 года, входившая в Вилейскую область.

## История
Свенцянский район с центром в городе Свенцяны был образован в Вилейской области 15 января 1940 года Указом Президиума Верховного Совета СССР.
25 ноября 1940 года район был упразднён в связи с передачей большей части его территории Литовской ССР. Часть, оставшаяся в Белорусской ССР (3 сельсовета — Лынтупский, Масленикский и Рынкянский), была передана в состав Поставского района.